# 1970年代の建築
1970年代の建築についての概要である。

## 日本の主要作品
- 日本万国博覧会会場・基幹施設計画、お祭り広場 （1970年　丹下健三、一部保存）
- 日本万国博覧会エキスポタワー （1970年　菊竹清訓）
- 第3スカイビル （1970年　渡邊洋治）
- 桜台コートビレジ （1970年 内井昭蔵）
- 佐賀県立博物館 （1970年　高橋靗一）
- 反住器 （1972年　毛綱毅曠）
- 中銀カプセルタワービル （1972年　黒川紀章）
- 北海道開拓記念館 （1973年　佐藤武夫）
- 原邸（自邸） （1974年　原広司）
- 倉敷アイビースクエア （1974年　浦辺鎮太郎）
- 群馬県立近代美術館 （1974年　磯崎新）
- フロム・ファーストビル （1975年　山下和正）
- 西山記念会館 （1975年　村野藤吾）
- 幻庵 （1975年　石山修武）
- 住吉の長屋 （1979年　安藤忠雄）

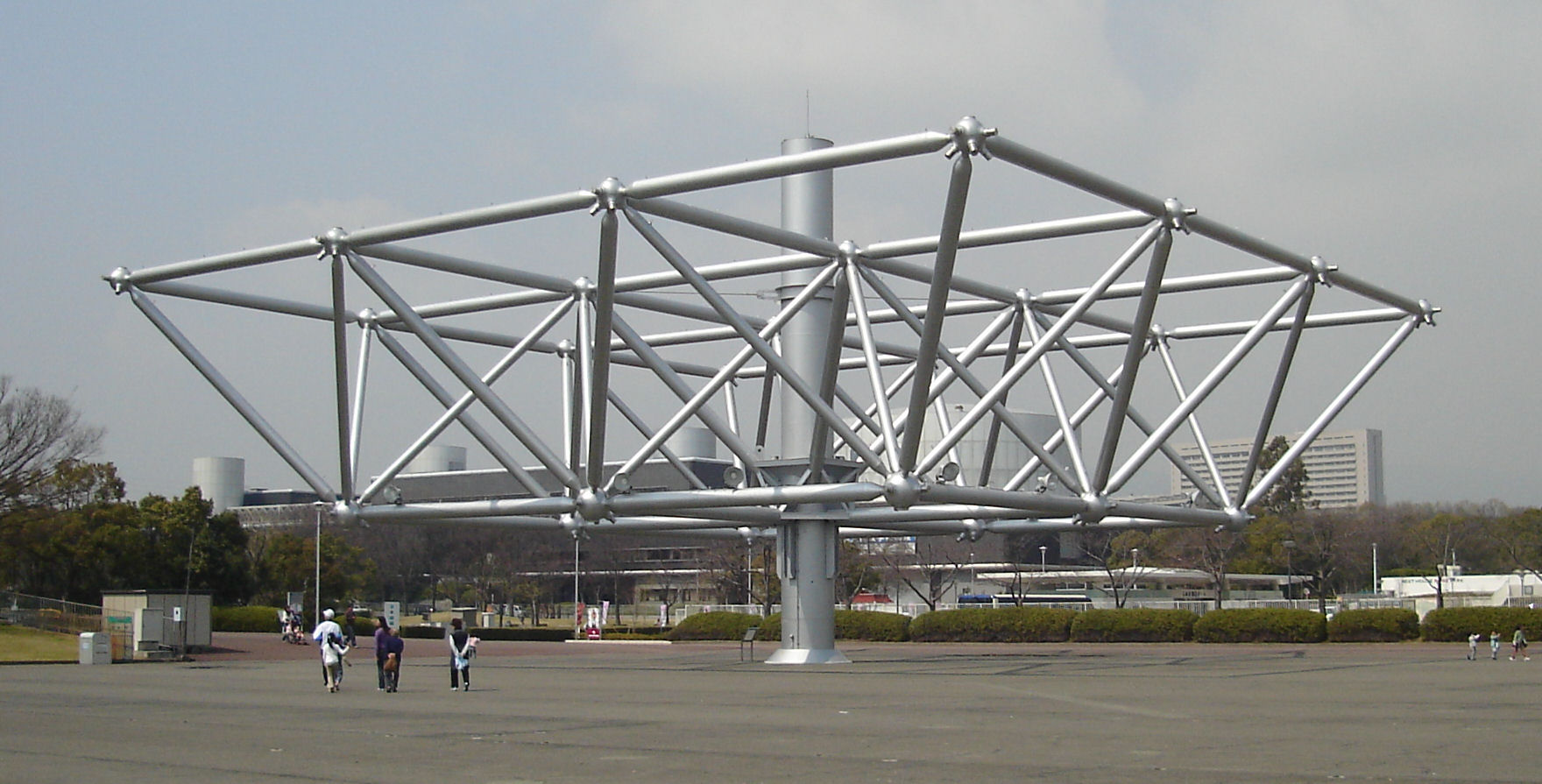
お祭り広場大屋根一部分
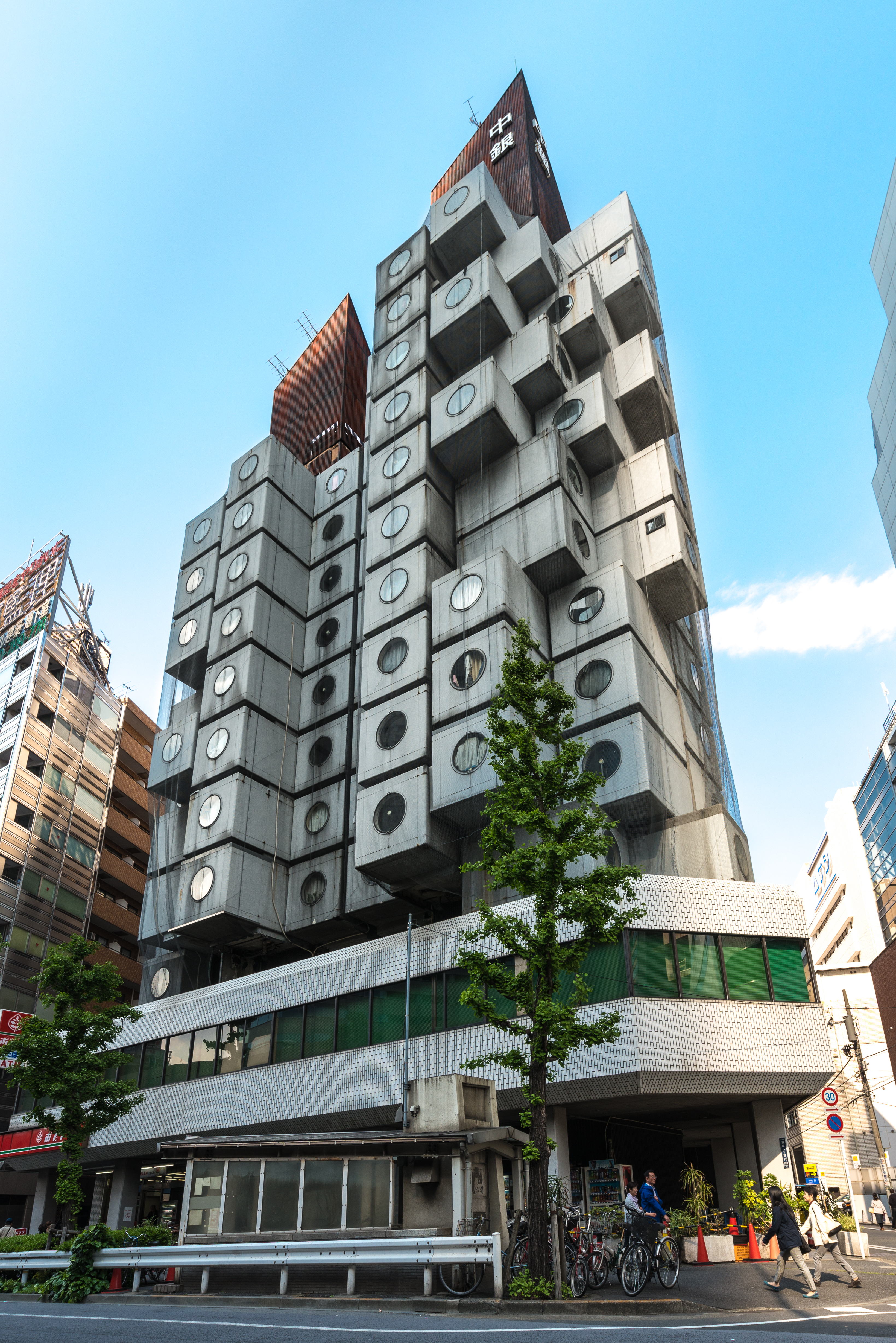
中銀カプセルタワービル
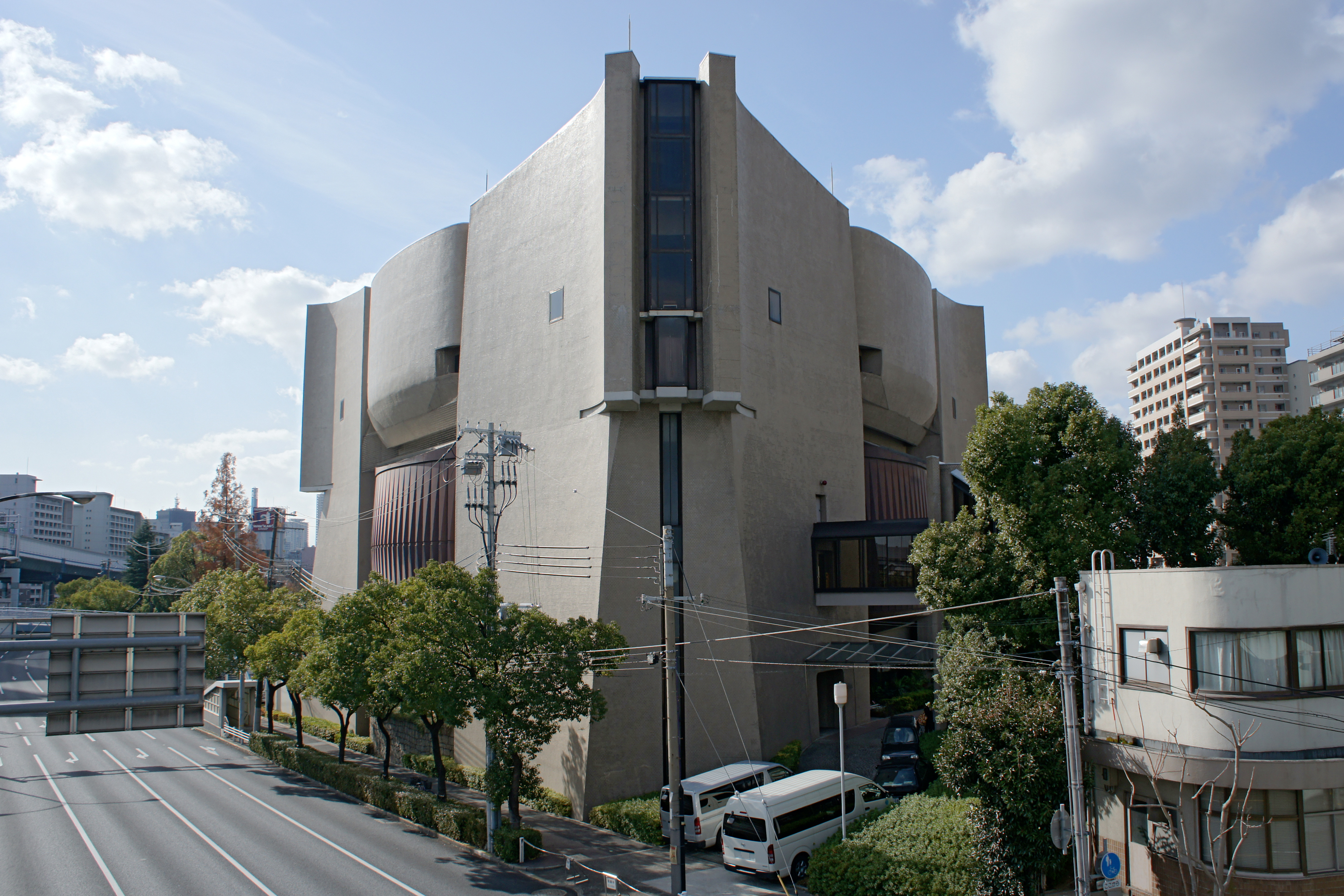
西山記念会館

## 海外の主要作品
ウィキメディア・コモンズには、1970年代の建築に関するカテゴリがあります。
現況欄の○は現存、✕は現存せず、△は一部現存
| 西暦   | 名称                                     | 画像 | 設計者                                                           | 所在地                 | 国・地域       | 現況 | 指定 | 備考   |
| ------ | ---------------------------------------- | ---- | ---------------------------------------------------------------- | ---------------------- | -------------- | ---- | ---- | ------ |
| 1970年 | アーコサンティ                           |      | パオロ・ソレリ                                                   | アリゾナ州             | アメリカ合衆国 | ○    |      | 建設中 |
| 1971年 | フィンランディア・ホール                 |      | アルヴァ・アールト                                               | ヘルシンキ             | フィンランド   | ○    |      |        |
| 1972年 | キンベル美術館                           |      | ルイス・カーン                                                   | フォートワース         | アメリカ合衆国 | ○    |      |        |
| 1972年 | ブリオン家墓地                           |      | カルロ・スカルパ                                                 | トレヴィーゾ           | イタリア       | ○    |      |        |
| 1972年 | ミュンヘンオリンピック競技場             |      | ギュンター・ベーニッシュ フライ・オットー レオンハルト＆アンドラ | ミュンヘン             | ドイツ         | ○    |      |        |
| 1972年 | フィリップ・エクスター・アカデミー図書館 |      | ルイス・カーン                                                   | エクスター             | アメリカ合衆国 | ○    |      |        |
| 1972年 | ミネアポリス連邦準備銀行                 |      | グンナー・バーカーツ                                             | ミネアポリス           | アメリカ合衆国 | ○    |      |        |
| 1973年 | ワールドトレードセンター                 |      | ミノル・ヤマサキ                                                 | ニューヨーク           | アメリカ合衆国 | ✕    |      |        |
| 1973年 | シドニー・オペラハウス                   |      | ヨーン・ウッツォンほか                                           | シドニー               | オーストラリア | ○    |      |        |
| 1973年 | ダグラス邸                               |      | リチャード・マイヤー                                             | ハーバー・スプリングス | アメリカ合衆国 | ○    |      |        |
| 1973年 | リヴァ・サンヴィターレの住宅             |      | マリオ・ボッタ                                                   | リヴァ・サンヴィターレ | スイス         | ○    |      |        |
| 1974年 | ガララテーゼの集合住宅                   |      | アルド・ロッシ カルロ・アイモニーノ                              | ミラノ                 | イタリア       | ○    |      |        |
| 1974年 | イエール大学英国美術研究センター         |      | ルイス・カーン                                                   | ニューヘイブン         | アメリカ合衆国 | ○    |      |        |
| 1974年 | シアーズ・タワー                         |      | SOM                                                              | ニューヘイブン         | アメリカ合衆国 | ○    |      |        |
| 1974年 | バングラデシュ国会議事堂                 |      | ルイス・カーン                                                   | ダッカ                 | バングラデシュ | ○    |      |        |
| 1974年 | ハイアット・リージェンシー・ホテル       |      | ジョン・ポートマン                                               | サンフランシスコ       | アメリカ合衆国 | ○    |      |        |
| 1976年 | バウスベア教会                           |      | ヨーン・ウッツォン                                               | コペンハーゲン         | デンマーク     | ○    |      |        |
| 1976年 | フランクリンコート                       |      | ロバート・ヴェンチューリ                                         | フィラデルフィア       | アメリカ合衆国 | ○    |      |        |
| 1977年 | シティコープ・センター                   |      | ヒュー・スタビンス                                               | ニューヨーク           | アメリカ合衆国 | ○    |      |        |
| 1977年 | ポンピドゥー・センター                   |      | レンゾ・ピアノ リチャード・ロジャース                            | パリ                   | フランス       | ○    |      |        |
| 1978年 | センズベリー視覚芸術センター             |      | ノーマン・フォスター                                             | ノリッジ               | イギリス       | ○    |      |        |
| 1978年 | フランク・ゲーリー自邸                   |      | フランク・ゲーリー                                               | サンタモニカ           | アメリカ合衆国 | ○    |      |        |
| 1979年 | ウィーン中央銀行ファヴォリーテン支店     |      | ギュンター・ドメニク                                             | ウィーン               | オーストリア   | ○    |      |        |
| 1979年 | ガラスのカテドラル                       |      | フィリップ・ジョンソン                                           | ガーデングローブ       | アメリカ合衆国 | ○    |      |        |

## コンペ・受賞
- 箱根国際観光センター競技設計 1970年
- ジョルジュ・ポンピドー・センター - レンゾ・ピアノとリチャード・ロジャーズが当選（1971年（応募数681）
- 泉北ニュータウン、光明池プロジェクト、コンペティション　1972年
- TANU党本部ビル・国会議事堂国際オープンコンペティション 黒川紀章が一等(1972年、実現せず)
- 大阪府泉北ニュータウン光明池幼稚園設計競技	1973年
- 大阪府泉北ニュータウン近隣ショッピングセンター競技設計, 1973年
- 愛川町「中津保育園」指名設計競技, 1974年
- 開成町「開成幼稚園」指名設計競技, 1975年
- デュッセルドルフのノルトライン・ヴェストファーレン美術館の建築設計競技（1975年）
- 開成町「文命中学校」指名設計競技, 1976年
- 城山町「相模丘中学校」 指名設計競技, 1976年
- シュトゥットガルト・シュターツギャラリー新館 - ジェームズ・スターリングが当選（1977年）
- 豊明市立図書館 1978年（昭和53年）
- 名護市庁舎 - 象設計集団が当選1978年（昭和53年）
- キャンベラ議会議事堂 - ロマルド・ジョゴラが当選（1978年（応募数329）
- オルセー美術館改造（1979年）
- 徳島県新庁舎コンペティション　1979年
- イスラム文化センター国際競技設計（1979年）